# Victoria Pike
Victoria Pike (geboren in 1943) is een Amerikaanse tekstschrijver die liedjes schreef als Rain in My Heart door Frank Sinatra (samen met Teddy Randazzo), Yesterday Has Gone door Little Anthony & the Imperials (samen met Teddy Randazzo) en I'm Five Years Ahead of My Time door The Third Bardo (samen met Rusty Evans). 
Victoria Pike was getrouwd met Teddy Randazzo. In 1970 werd hun dochter, Elisa Randazzo, geboren. Elisa Randazzo is een tekstschrijver en fashion designer in California.
In 1977 scheidde Pike van Teddy Randazzo. Ze verhuisde naar upstate New York met haar dochter, waar ze in een boerderij ging wonen.